# Vier-Bordes
Vier-Bordes ist eine französische Gemeinde mit 94 Einwohnern (Stand 1. Januar 2022) im Département Hautes-Pyrénées in der Region Okzitanien. Sie gehört zum Arrondissement Argelès-Gazost und zum Kanton La Vallée des Gaves. 

## Lage
Sie ist umgeben von folgenden Nachbargemeinden:
| Ayros-Arbouix  | Saint-Pastous                               |          |
| Préchac        | Kompassrose, die auf Nachbargemeinden zeigt | Gazost   |
| Artalens-Souin |                                             | Beaucens |

## Bevölkerungsentwicklung
| Jahr                      | 1962 | 1968 | 1975 | 1982 | 1990 | 1999 | 2008 | 2016 |
| ------------------------- | ---- | ---- | ---- | ---- | ---- | ---- | ---- | ---- |
| Einwohner                 | 66   | 65   | 53   | 55   | 58   | 74   | 88   | 104  |
| Quelle: Cassini und INSEE |      |      |      |      |      |      |      |      |